# Riein
Riein is een plaats en voormalige gemeente in het Zwitserse kanton Graubünden, behorend tot de gemeente Ilanz/Glion. Het telde eind 2013 als afzonderlijke gemeente 66 inwoners. In 2014 hield de gemeente Riein op te bestaan. 
Riein ligt in het Val Lumnezia, op een terras ten noorden van het zijdal Val da Riein. Het dorp vormt samen met Pitasch en Duvin een protestantse enclave in het overwegend rooms-katholieke Surselva.
Hoogste punt in de voormalige gemeente was de Piz Fess (2874 m), de hoogste berg van de Signina-groep. Signina is ook de naam van een Walser-nederzetting aan de zuidkant van het Val da Riein, die vanuit Riein per kabelbaan kan worden bereikt.
- Historisch woordenboek van Zwitserland: 001442
- Virtual International Authority File: 311186992
- WorldCat: E39PBJxWT9kDdxmr6ff8yQgVG3